# Давыдово (Крым)
Давы́дово (до 1948 года Шейхко́й; укр.  Давидове, крымскотат. Şeyhköy, Шейхкой) — посёлок сельского типа в Симферопольском районе Республики Крым, входит в состав Донского сельского поселения (согласно административно-территориальному делению Украины — Донского сельского совета Автономной Республики Крым).

## Население
| 2001 | 2014 |
| ---- | ---- |
| 5    | ↗7   |

### Динамика численности
| - 1805 год — 49 чел. - 1864 год — 16 чел. - 1889 год — 70 чел. - 1892 год — 25 чел. - 1902 год — 40 чел. - 1915 год — 80 чел. - 1926 год — 139 чел. | - 1939 год — 135 чел. - 1950 год — 26 чел. - 1989 год — 7 чел. - 2001 год — 5 чел. - 2009 год — 7 чел. - 2014 год — 7 чел. |

## Современное состояние
В Давыдово 1 улица — Вишнёвая, площадь, занимаемая селением, 1,1 гектара, на которой в 7 дворах, по данным сельсовета на 2009 год, числилось 7 жителей.

## География
Посёлок Давыдово расположен на востоке района, примерно в 22 километрах (по шоссе) от Симферополя, ближайшая железнодорожная станция Симферополь — примерно в 20 километрах. Давыдово находится в предгорной части Крыма, в низовьях долины реки Бештерек, высота центра села над уровнем моря 198 м. Соседние сёла Куприно — около 2,5 километра ниже по реке, Спокойное — примерно в 1 км выше и, восточнее — Верхнекурганное, примерно в 3,5 километрах. Транспортное сообщение осуществляется по региональной автодороге 35Н-508 Клёновка — Донское (по украинской классификации С-0-11313).

## История
По мнению кандидата филологических наук Наримана Ремзиевича Абдульвапова, поддержанному прфессиональными историками, на начальном этапе распространения ислама в Крыму (XIII—XIV век) селение, наряду с некоторыми соседними, составляло один из «четырёх очагов» («дерт-оджак») — мусульманских религиозно-духовных центров Крыма. От тех времён в селении, на холме, находятся руины мечети, которую историк Осман Акчокраклы датировал 1358 годом.
 Первое документальное упоминание села встречается в Камеральном Описании Крыма… 1784 года, судя по которому, в последний период Крымского ханства Шейх-Кой (записано как Шейх киой) входил в Ашага Ичкийский кадылык Акмечетского каймаканства. После присоединения Крыма к России (8) 19 апреля 1783 года, (8) 19 февраля 1784 года, именным указом Екатерины II сенату, на территории бывшего Крымского Ханства была образована Таврическая область и деревня была приписана к Симферопольскому уезду. После Павловских реформ, с 1796 по 1802 год, входила в Акмечетский уезд Новороссийской губернии. По новому административному делению, после создания 8 (20) октября 1802 года Таврической губернии, Шейхкой был включён в состав Кадыкойскои волости Симферопольского уезда.

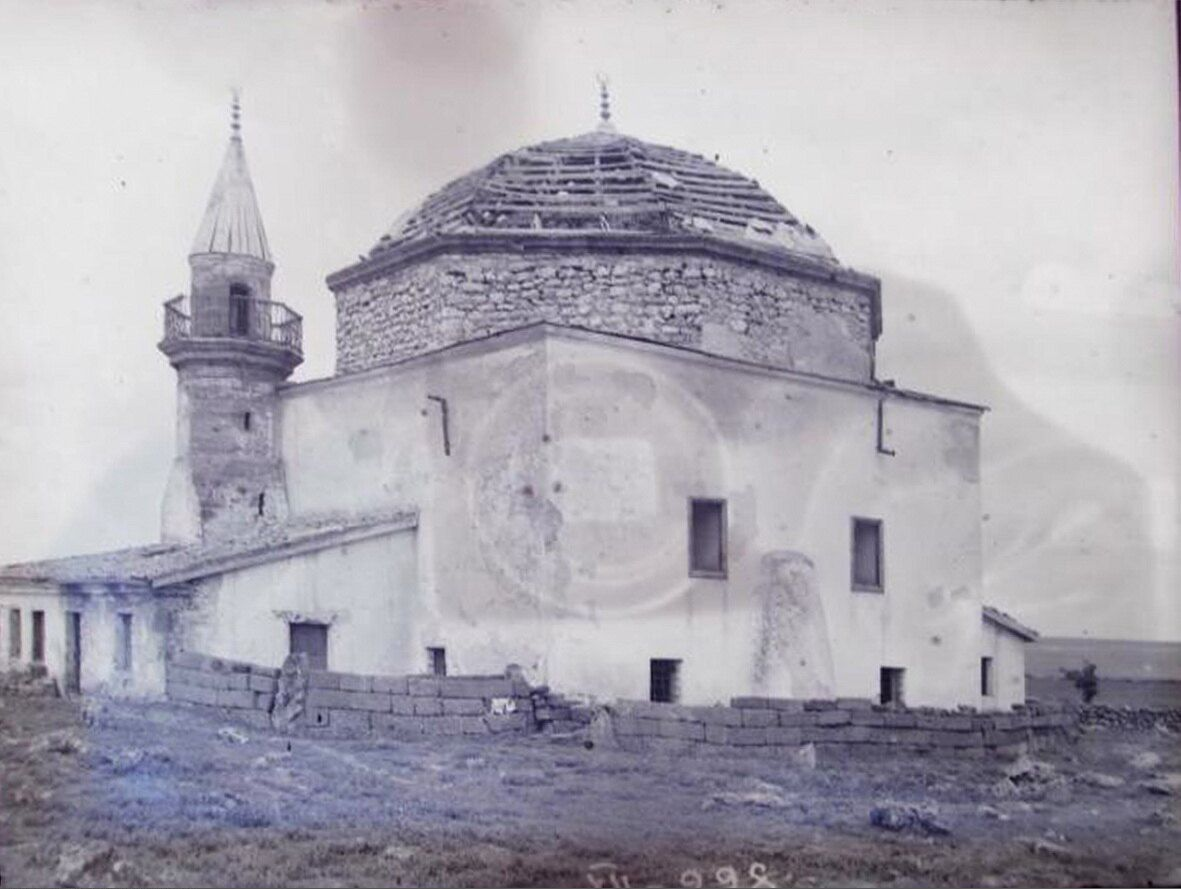
Мечеть Джума-Джами (1358 г), 1925 год.

По Ведомости о всех селениях в Симферопольском уезде состоящих с показанием в которой волости сколько числом дворов и душ… от 9 октября 1805 года, в деревне Шеих числилось 11 дворов и 49 жителей, исключительно крымских татар. На военно-топографической карте генерал-майора Мухина 1817 года обозначен Шейх кой с 6 дворами. После реформы волостного деления 1829 года Шейхкой, согласно «Ведомости о казённых волостях Таврической губернии 1829 года», отнесли к Сарабузской волости. На карте 1836 года в деревне 9 дворов, а на карте 1842 года Шейх-Кой обозначен условным знаком «малая деревня», то есть, менее 5 дворов.
В 1860-х годах, после земской реформы Александра II, деревню приписали к Зуйской волости. В «Списке населённых мест Таврической губернии по сведениям 1864 года», составленном по результатам VIII ревизии 1864 года, Шейхкой — татарская деревня принадлежащая мусульманскому правлению, с 3 дворами, 16 жителями и соборной мечетью Джума-Джами (на трёхверстовой Шуберта карте 1865—1876 года в деревне Шейхкой 11 дворов). В «Памятной книге Таврической губернии 1889 года» по результатам Х ревизии 1887 года записан Шейх-Кой с 14 дворами и 70 жителями.
После земской реформы 1890 года, Шейх-Кой отнесли к Табулдинской волостии. Согласно «…Памятной книжке Таврической губернии на 1892 год», в деревне Шейх-Кой, входившей в Алексеевское сельское общество, числилось 25 жителей в 3 домохозяйствах, все безземельные. По «…Памятной книжке Таврической губернии на 1902 год» в деревне Шейх-Кой, приписанной к волости для счёта, числилось 40 жителей в 15 домохозяйствах. По Статистическому справочнику Таврической губернии. Ч.II-я. Статистический очерк, выпуск шестой Симферопольский уезд, 1915 год, в деревне Шейх-Кой (на вакуфе) Табулдинской волости Симферопольского уезда числилось 12 дворов с татарским населением в количестве 80 человек приписных жителей, из которых 36 мужчин и 45 женщин. Все 12 дворов были безземельные, на вакуфе числилось 263 десятины удобной земли. В хозяйствах имелось 36 лошадей и 10 коров.
После установления в Крыму Советской власти, по постановлению Крымревкома от 8 января 1921 года была упразднена волостная система и село включили в состав вновь созданного Сарабузского района Симферопольского уезда, а в 1922 году уезды получили название округов. 11 октября 1923 года, согласно постановлению ВЦИК, в административное деление Крымской АССР были внесены изменения, в результате которых был ликвидирован Сарабузский район и образован Симферопольский и село включили в его состав. Согласно Списку населённых пунктов Крымской АССР по Всесоюзной переписи 17 декабря 1926 года, в селе Шейх-Кой Осминского сельсовета Симферопольского района, числилось 34 двора, из них 33 крестьянских, население составляло 139 человек. В национальном отношении учтено 130 татар, 6 немцев, 3 русских, действовала татарская школа. Постановлением ВЦИК от 10 июня 1937 года был образован новый, Зуйский район и Шейх-Кой отнесли в его состав. По данным всесоюзная перепись населения 1939 года в селе проживало 135 человек.
В 1944 году, после освобождения Крыма от фашистов, согласно Постановлению ГКО № 5859 от 11 мая 1944 года, 18 мая крымские татары были депортированы в Среднюю Азию. А уже 12 августа 1944 года было принято постановление № ГОКО-6372с «О переселении колхозников в районы Крыма» и в сентябре 1944 года в район приехали первые новоселы (212 семей) из Ростовской, Киевской и Тамбовской областей, а в начале 1950-х годов последовала вторая волна переселенцев из различных областей Украины. С 25 июня 1946 года Шейх-Кой в составе Крымской области РСФСР. Указом Президиума Верховного Совета РСФСР от 18 мая 1948 года, Шейх-Кой переименовали в Давыдово. На 1953 год население составило 26 человек. 26 апреля 1954 года Крымская область была передана из состава РСФСР в состав УССР.
Зуйский район был упразднён в 1959 году и село вновь переподчинили Симферопольскому. Время включения в состав Краснокрымского сельсовета пока не установлено Указом Президиума Верховного Совета УССР «Об укрупнении сельских районов Крымской области» село присоединили к Белогорскому. Решением Крымоблисполкома от 27 июля 1962 года № 784, Краснокрымский сельсовет переименован в Донской, в который включили Давыдово. 1 января 1965 года, указом Президиума ВС УССР «О внесении изменений в административное районирование УССР — по Крымской области», вновь включили в состав Симферопольского. По данным переписи 1989 года в селе проживало 7 человек. С 12 февраля 1991 года село в восстановленной Крымской АССР, 26 февраля 1992 года переименованной в Автономную Республику Крым. С 21 марта 2014 года в составе Крыма аннексировано Россией.